# Und wieder 48
Und wieder 48 ist ein deutscher Spielfilm der DEFA von Gustav von Wangenheim aus dem Jahr 1948.

## Handlung
Berlin im Jahr 1948: Studenten der Berliner Universität nehmen als Statisten an einem Spielfilm teil, der das Revolutionsjahr 1848 behandelt. Regisseur Hoffmann stellt seinen künstlerischen Anspruch über alles und inszeniert die bürgerliche Revolution als ausschließlich komische Angelegenheit. Die junge Else Weber, die an der Universität Geschichte studiert, widerspricht ihm, sei die Revolution doch der Weg gewesen, ein einiges Deutschland auf demokratischer Basis zu erschaffen. Das Scheitern sei nicht komisch, sondern tragisch. Inszeniere man es anders, hieße es, dass Bismarcks Truppen am Ende recht behalten hätten. Hoffmann, der Ähnliches bereits von seinem Filmarchitekten Ring und anderen Mitgliedern des Filmstabs gehört hat, lässt die Studenten von der Filmarbeit entbinden. Der Zorn der Studenten richtet sich nun gegen Else, hätten sie alle doch den Verdienst beim Film gut gebrauchen können. Vor allem Medizinstudent Heinz Althaus positioniert sich stark gegen Else. In einer anberaumten Diskussion soll sich Else vor den Kommilitonen erklären.
Else lebt mit ihrer kranken Schwester Betty und deren Sohn in einer kleinen Wohnung. Sie hat im Krieg ihren Mann und ihr Kind verloren, Betty wiederum lebt im Ungewissen, ob ihr Mann zurückkehrt. Else weiß, dass Bettys Mann gefallen ist, verheimlicht dies jedoch ihrer Schwester aus Rücksicht auf ihren Gesundheitszustand. Öfter muss sie sich vorwerfen lassen, emotional kalt zu sein, gibt sich jedoch nur emotionslos. Sie habe in der Vergangenheit zu oft trauern müssen. Nun stürzt sie sich umso intensiver in die Vergangenheit ihres Landes und erforscht die Revolution 1848. Angeregt von den Dreharbeiten plant sie mit einer Gruppe gleichgesinnter Studenten eine Ausstellung über 1848. Zudem will sie auf dem Studententanz ein historisches Kabarett zur Revolution aufführen. Heinz Althaus sieht Else in der Bibliothek wieder. Er nimmt die Bücher zur Revolution 1848 an sich, die sie gerade zurückgegeben hat, und beginnt sich in die Thematik einzulesen. Bald erkennt er, dass Else im Recht ist. Besonders die Figur des Studenten Gustav Adolph Schlöffel, der sich wissentlich in die Hände der Feinde begab und für das Recht der Bürger eintrat, fasziniert ihn. Else jedoch bleibt misstrauisch, ob er wirklich Interesse an der Materie hat.
Das historische Kabarett beim Tanzabend erweist sich als großer Erfolg. Else wird jedoch von einer Nachbarin fortgeholt, hat sie Betty doch aus Versehen vom Tod ihres Mannes erzählt. Nun befürchtet sie, dass sich Betty etwas antun werde. Die mondäne Lissy, die ein Auge auf Heinz geworfen hat und in Else eine Nebenbuhlerin vermutet, verbreitet, dass Elses Schwester gestorben sei. Umso irritierter sind alle, als Else die nächste Nummer des Kabarettprogramms ansagt und erst dann nach Hause geht. Eine Woche nach dem Tanz findet die lang erwartete Diskussion der Studenten gegen Else statt. Else empört sich, dass in der Zeitung abgedruckt sei, dass ihre Schwester verstorben ist, sei dies doch nicht wahr und gehe, selbst wenn, niemanden etwas an. Sie vergleicht den anonymen Schreiber mit dem anonymen Deutschen, der nach vorne kratzt und nach hinten buckelt. Die Studenten ermutigen Heinz, gegen Else Stellung zu nehmen, doch zeigt er sich vorsichtig: Er habe noch nicht genug über die 1848er gelesen, um sich eine eigene Meinung bilden zu können. Tendenziell gibt er Else jedoch in ihrer Meinung recht. Dies führt dazu, dass seine Freunde ihm nun kritisch gegenüberstehen. Else jedoch vertraut dem ehemaligen Soldaten Heinz nicht und nennt ihn vor Lissy indirekt einen Reaktionär, der zudem heute so und morgen so denke. Heinz lernt unterdessen Neues dazu, so besucht er eine Vorlesung von Professor Kortlein, der unter anderem die Kritik an Else zur Sprache bringt und verurteilt. Das Verhältnis zwischen Else und Heinz bessert sich. Else setzt durch, dass die Studenten beim Dreh eine zweite Chance erhalten. Heinz hat trotz seiner Beschäftigung mit 1848 nicht, wie von seinen Kommilitonen geglaubt, das Lernen vernachlässigt und besteht seine Medizinprüfung mit sehr guten Ergebnissen. Bevor Else ihm jedoch gratulieren kann, trifft Heinz auf Lissy, die ihm sagt, dass Else in ihm trotz allem nur einen Reaktionär sehe. Heinz ist wütend und geht. Er holt sich Rat bei dem Filmarchitekten Ring, der meint, dass man in der Liebe keine Konfrontation zu suchen brauche. Er überzeugt Heinz davon, sich mit Else auszusöhnen, und auch der tut ihr Misstrauen Heinz gegenüber leid. Beide treffen bei den Dreharbeiten des Films, der inzwischen die revolutionäre Sache deutlich ernster nimmt, zusammen und versöhnen sich.

## Produktion
Der Film entstand im Atelier Berlin-Johannisthal mit Außenaufnahmen aus Berlin und von der Wartburg.
Und wieder 48 erschien anlässlich des 100. Jahrestages der Märzrevolution 1848. Es war die zweite Regiearbeit von Gustav von Wangenheim und sein erster Film für die DEFA. Horst Drinda gab in Und wieder 48 sein Filmdebüt. Die Kostüme stammen von Walter Schulze-Mittendorff, die Filmbauten schuf Willy Schiller. Der Film erlebte am 5. November 1948 im Berliner Kino Babylon seine Premiere.

## Kritik
Die zeitgenössische Kritik befand, dass in Und wieder 48 „viel zu viel in die Handlung hineingestopft worden“ sei; der Film „fesselt und hat keine leeren Stellen, nur geht er künstlerisch nicht ganz auf.“ Frank-Burkhard Habel merkte an, dass Wangenheims Film „künstlerische Inkonsequenzen auf[wies]“ und „über einen filmischen Pflichtbeitrag nicht hinaus[kam]“.
Der film-dienst bezeichnete Und wieder 48 als „ein[en] Versuch des aus dem Moskauer Exil zurückgekehrten Gustav von Wangenheim, dem nihilistischen Geschichtsverständnis junger Leute nach dem Krieg entgegenzuwirken.“
Cinema schrieb, dass Gustav von Wangenheim „in seinem ersten Spielfilm bei der DEFA [versuchte], den ‚proletarischen‘ Film der 20er Jahre in die Nachkriegszeit herüberzuretten. Fazit: Agitprop-Didaktik im Film zu kopflastig“.